# Никола Бобчев
Никола Савов Бобчев е български славяновед, фолклорист, литературен критик и преводач от руски език.

## Биография
Роден е на 10/22 декември 1863 година в Елена. Брат е на Стефан Бобчев (1853-1940) и Илия Бобчев (1873-1936). От 1902 година е действителен член на Българското книжовно дружество, днес Българска академия на науките. Завършва Еленското класно училище, след това в 1883 година Николаевската реална гимназия в Русия и в 1887 година философия в Лайпцигския университет. Бобчев е един от малкото български ученици на германския психолог Вилхелм Вундт. Защитава докторат по философия.
След завръщането си в България работи като учител. Преподава в мъжката гимназия в Русе и е неин директор (1887 - 1898). След това от 1900 до 1901 година преподава във Видин. Бобчев е активист на Македоно-одринската организация. През лятото на 1900 година е делегат от Видинското македоно-одринско дружество на Седмия македоно-одрински конгрес.
В 1898 година Бобчев е избран за дописен член на Българското книжовно дружество, а в 1902 година за сействителен член. От 1903 до 1908 година е началник на отделение и главен инспектор в Министерството на народното просвещение. След това от 1911 до 1913 година е директор на Народната библиотека.
Преподава български език в Търговската гимназия на Софийската търговска камара. Преподава немски език във Висшето училище за държавни и стопански науки в София от 1921 до 1938 година. В 1929 година е избран за дописен член на Славянския университет в Прага.
Бобчев е редактор на списание „Българска сбирка“. От 1907 година е редактор на органите на Славянското дружество в България „Славянски глас“, „Славянски календар“ и „Славянска библиотека“. Пише в „Мисъл“, „Българска сбирка“, „Марица“, „Труд“ по литературни, фолклористични, педагогически и културни въпроси.
Умира на 23 март 1938 година в София.